# Avro Lancaster
De Lancaster is een viermotorige zware bommenwerper uit de Tweede Wereldoorlog die gebouwd werd door Avro. De Lancaster werd vooral door de Royal Air Force gebruikt.

## Ontwikkeling
De Lancaster werd ontwikkeld als een verbeterde versie van de Avro Manchester. In eerste instantie was de naam Avro Type 683 Manchester III, maar werd dat 'Lancaster'. De eerste testvlucht vond plaats op 9 januari 1941. Het toestel bleek een duidelijke verbetering ten opzichte van zijn voorganger, vooral omdat de Lancaster beschikking kreeg over vier motoren, tegen twee voor de Avro Manchester.
Het merendeel van de vliegtuigen die tijdens de oorlogsjaren werden gebouwd, werd gemaakt door Avro in de fabriek in Chadderton bij Oldham in het graafschap Lancashire. Ze werden vervolgens geassembleerd en maakten de eerste vlucht vanaf Woodford Aerodrome in Cheshire. Andere bedrijven zoals Metropolitan-Vickers, Vickers-Armstrong, Victory Aircraft en Armstrong Whitworth, waren bij de productie betrokken en een aantal werden geproduceerd in de fabrieken van Austin Motor Company in Longbridge in Birmingham.
Het toestel had een grote laadcapaciteit. Het kon de zwaarste bommen meenemen zoals de Tallboy van ruim 5 ton en de Grand Slam met een gewicht van ruim 10 ton. Beide bommen waren een ontwerp van Barnes Wallis. Van het toestel is ook een aangepaste versie bekend die gebruikt werd om stuiterbommen op Duitse stuwdammen te droppen. De bemanningen die deze klus wisten te klaren staan bekend als 'Dambusters'.

## Operationeel
In de Tweede Wereldoorlog vlogen de Lancasters vanaf 1942 156.308 missies en wierpen ze 604.612 ton aan bommen. Er zijn in totaal 3249 Lancasters verloren gegaan. De Lancaster met het grootste aantal missies op zijn naam vloog er 139, en werd uitgerangeerd in 1947. Het toestel is vooral beroemd geworden door deelname aan operatie Chastise in 1943. Verder is de Lancaster verantwoordelijk voor het zinken van het Duitse slagschip Tirpitz.
Na de oorlog bleef de RAF het toestel inzetten, niet meer als bommenwerper maar voor fotomissies en als maritiem verkenningsvliegtuig. In oktober 1956 werd het toestel uit dienst gesteld. De Avro Shackleton nam de taak van langeafstandspatrouillevliegtuig over.
De opvolger van de Lancaster was de Avro Lincoln bommenwerper, ook wel bekend als de Lancaster IV en V.
Twee toestellen werden na de oorlog gebruikt in de Luchtbrug naar Berlijn.

## Landen in dienst
- Argentinië
- Australië
- Canada
- Egypte
- Frankrijk
- Nieuw-Zeeland
- Polen
- Verenigd Koninkrijk
- Zweden

## Resterend
Er zijn anno 2020 zeventien toestellen bewaard gebleven, waarvan twee luchtwaardig zijn; een in een museum en een in dienst van de Battle of Britain Memorial Flights.

## Opgravingen
Nog steeds worden wrakken van deze vliegtuigen opgegraven. Niet alleen omdat er nog bommen aan boord kunnen zijn, maar vooral omdat er mogelijk nog lichaamsresten geborgen en geïdentificeerd kunnen worden. Voorbeelden van bergingen zijn:
| Datum crash       | Locatie           | Vliegtuig                               | Squadron | Datum berging     | Info                                                                                                 |
| ----------------- | ----------------- | --------------------------------------- | -------- | ----------------- | --- |
| 22 december 1942  | Sint-Maria-Lierde | RAF Lancaster Mk I W4234                | 57       | 11 september 1999 | |
| 26 juni 1943      | Baak              | RAF Lancaster Mk I                      | 106      | 15-01-2005        | |
| 29 juni 1943      | Rijsoord          | RAF Avro Lancaster ED362, HW-E for Easy | 100      | januari 2017      | |
| 30 januari 1944   | Marknesse         | RAF Lancaster Mk III JA702              | 156      | 1951 en 1973      | |
| 30 januari 1944   | Haarlemmerliede   | RAF Lancaster Mk III JB659              | 97       | mei/juni 2000     | |
| 12 mei 1944       | Beverlo           | RAF Lancaster LL792                     | 467      | 27 oktober 2002   | in de lucht ontploft, van de motor werd een monument gemaakt [dode link]                             |
| 22 mei 1944       | Brandwijk         | RAF Lancaster ND-559                    | 156      | 2017              | Bestand:Lancaster ND-559 Monument Brandwijk.jpg                                                      |
| 28 mei 1944       | Schendelbeke      | RAF Lancaster Mk II LL652               | 514      | 5 december 1997   | |
| 13 juni 1944      | Zelhem            | RAF Lancaster Mk I ME777                | 166      | 1988              | |
| 13 juni 1944      | Mastenbroek       | RAF Lancaster                           | 12       | 1989              | |
| 22 juni 1944      | Werkendam         | RAF Lancaster Mk III 508 SR-P           | 101      | september 2014    | Wesseling Raid , 5 POW, 1 ontsnapt, 2 doden: Thomas Duff en John Edward Keogh                        |
| 22 juni 1944      | Mol-Postel        | Lancaster ME846                         | 619      | 2010-2011         | Wesseling Raid, op terugweg, 4 ontsnapten per parachute, 1 met hulp van het verzet 3 werden opgepakt |
| 20-21 juli 1944   | Poelkapelle       | RAF Lancaster Mk III ND654              | 460      | 18 juni 2006      | , 6 overlevenden                                                                                     |
| 21 juli 1944      | Papendrecht       | RAF Lancaster Mk III                    | 115      | 2002              | |
| 23 september 1944 | Zelhem            | RAF Lancaster Mk III                    | 61       | najaar 2013       | het betreft waarschijnlijk de ED470 , opdracht , foto's                                              |
| 5 maart 1945      | Glabbeek          | RAF Lancaster NN775                     | 514      | november 2015     | |

NB: Een Lancaster Mk III had meestal zeven bemanningsleden, alleen de MK III's van 102 Squadron hadden er acht.